# 부르가스주

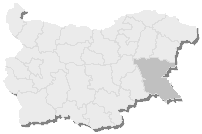
부르가스 주의 위치

부르가스주(불가리아어: Област Бургас)는 불가리아 남동부에 위치한 주로, 주도는 부르가스이며 면적은 7,748km2, 인구는 457,750명, 인구 밀도는 54명/km2, 자동차 번호는 A이다.
북쪽으로는 바르나 주와 슈멘 주, 서쪽으로는 슬리벤 주와 얌볼 주, 남쪽으로는 터키, 동쪽으로는 흑해와 접하며 13개 시를 관할한다. 불가리아에서 면적이 가장 넓은 주이며 불가리아에서 인구가 4번째로 많은 주이기도 하다.

## 인구
| 연도                      | 인구    | ±%     |
| ------------------------- | ------- | ------ |
| 1946                      | 317,156 | —      |
| 1956                      | 352,812 | +11.2% |
| 1965                      | 387,252 | +9.8%  |
| 1975                      | 420,268 | +8.5%  |
| 1985                      | 449,237 | +6.9%  |
| 1992                      | 441,085 | −1.8%  |
| 2001                      | 423,547 | −4.0%  |
| 2011                      | 415,817 | −1.8%  |
| 2021                      | 380,286 | −8.5%  |
| 출처: pop-stat.mashke.org |         |        |

## 같이 보기
- 불가리아의 주